# Tweede Kamerverkiezingen 2006/Kandidatenlijst/VVD
De kandidatenlijst voor de Nederlandse Tweede Kamerverkiezingen 2006 voor de VVD  werd op 26 september 2006 bekendgemaakt. De leden van de VVD kregen middels een ledenraadpleging rond half september de mogelijkheid veranderingen aan te brengen in de eerder gepresenteerde concept-lijst. Dit leidde tot één wijziging; Laetitia Griffith steeg van de 9e naar de 5e plaats. Anton van Schijndel, oorspronkelijk als 35e geplaatst, werd na openlijke kritiek van de lijst gehaald. Hij heeft zich verkiesbaar gesteld voor de nieuwe partij EénNL.
Opvallend is dat Rita Verdonk, de nummer 2 op de lijst, meer stemmen kreeg dan lijsttrekker Mark Rutte. Dit is een van de weinige keren dat het is gebeurd dat de lijsttrekker niet de meeste stemmen kreeg.

## De lijst
- vet: verkozen
- schuin: voorkeurdrempel overschreden

1. Mark Rutte - 553.200 stemmen
2. Rita Verdonk - 620.555
3. Henk Kamp - 100.507
4. Brigitte van der Burg - 16.195
5. Laetitia Griffith - 67.515
6. Fred Teeven - 7.124
7. Edith Schippers - 2.858
8. Atzo Nicolaï - 3.700
9. Johan Remkes - 5.343
10. Willibrord van Beek - 1.619
11. Hans van Baalen - 3.601
12. Anouchka van Miltenburg - 1.943
13. Charlie Aptroot - 1.638
14. Arend Jan Boekestijn - 1.662
15. Helma Neppérus - 1.296
16. Ineke Dezentjé Hamming-Bluemink - 2.423
17. Stef Blok - 1.794
18. Paul de Krom - 591
19. Halbe Zijlstra - 884
20. Han ten Broeke - 1.646
21. Frans Weekers - 4.915
22. Janneke Snijder-Hazelhoff - 3.670
23. Ton Elias[1] - 1.861
24. Gert Jan Oplaat - 2.601
25. Cees Meeuwis[1] - 863
26. Mark Harbers[1] - 1.093
27. Lilian Callender - 810
28. Rob Bats - 1.139
29. André Bosman - 1.323
30. Zsolt Szabó - 1.461
31. Tom Kuperus - 6.668
32. Wiet de Bruijn - 1.477
33. Jelleke Veenendaal - 2.659
34. Janmarc Lenards - 471
35. Oswald Schwirtz - 363
36. Nancy Kabalt - 810
37. Pieter Litjens - 456
38. Jan Verhoeven - 940
39. Ard van der Steur - 541
40. Tamara Venrooy-van Ark - 494
41. Margot Cooijmans - 420
42. Ingrid de Caluwé - 352
43. Jeroen de Veth - 351
44. Marcel Lücht - 375
45. John Aarts - 864
46. Ockje Tellegen - 612
47. Bas Mouton - 349
48. Hildebrand de Boer - 170
49. Sjoerd Potters - 244
50. Marnix de Ridder - 514
51. Gemma van Heusden-Wienen - 543
52. verschilt per kieskring
53. verschilt per kieskring
54. verschilt per kieskring
55. verschilt per kieskring
56. verschilt per kieskring

## Regionale lijstduwers
De plaatsen 52 t/m 56 op de lijst waren per kieskring verschillend ingevuld.

### Groningen, Leeuwarden, Assen, Zwolle, Lelystad
1. Bert-Jan Hakvoort - 212
2. Tineke Wigchering-van Delden - 194
3. Anneke Broekman-Veltman - 204
4. René de Heer - 294
5. Betty de Boer - 742

### Nijmegen, Arnhem, Tilburg, 's-Hertogenbosch, Maastricht
1. Lonneke van Heeswijk - 438
2. Alex van Pelt - 155
3. Hans Schlösser - 104
4. Alexander de Goeij - 438
5. Erik Koppe - 1.340

### Utrecht, Amsterdam, Haarlem, Den Helder
1. Harry Vogels - 105
2. Denise Eikelenboom - 282
3. Dick Middelhoek - 97
4. Anoushka Schut-Welkzijn - 475
5. Tine Schaafsma-Buijs - 1.034

### 's-Gravenhage, Rotterdam, Dordrecht, Leiden, Middelburg
1. Nahied Rezwani - 163
2. Jan Carel Jonker - 98
3. Mehmet Demirbag - 191
4. Henk van Ginkel - 294
5. René Kamphuis - 949

1948 · 1952 · 1956 · 1959 · 1963 · 1967 · 1971 · 1972 · 1977 · 1981 · 1982 · 1986 · 1989 · 1994 · 1998 · 2002 · 2003 · 2006 · 2010 · 2012 · 2017 · 2021 · 2023
CDA · PvdA · VVD · SP · Fortuyn · GroenLinks · D66 · ChristenUnie · SGP · Nederland Transparant · PvdD · EénNL · PVV · Lijst 14 · Partij voor Nederland · CDDP · LibDem · VSP · Ad Bos Collectief · GVIP · Lijst 21 · Tamara's Open Partij · Solide Multiculturele Partij · hetZeteltje